# Avinguda de Madrid

Situació de l'avinguda de Madrid dins de Barcelona

L'Avinguda de Madrid és un carrer de Barcelona que conforma el límit entre els districtes de les Corts (al nord-oest) i Sants-Montjuïc (al sud-est).

## Recorregut
Comença al carrer de Sants, entre els barris de La Maternitat i Sant Ramon i Sants-Badal, i molt a prop del límit municipal amb l'Hospitalet de Llobregat. La numeració de les cases comença en aquest punt i augmenta en sentit nord-est. Té una cruïlla molt important amb la Ronda del Mig, en el lloc on canvia de nom entre Gran Via de Carles III (a les Corts) i Rambla del Brasil (a Sants). Aquí s'hi troba l'església de Santa Tecla. També en aquest punt canvien els barris administratius als de les Corts i Sants. L'avinguda continua fins a arribar al seu final a la plaça del Centre, en que esdevé el carrer de Berlín.

## Nom
No es va planificar com un carrer independent, sinó com a part de la prolongació cap al sud-oest del carrer de la Indústria, així que originalment tenia aquest nom. Com que el nucli històric de la Vila de Gràcia tallava la continuïtat del carrer, el 29 de març de 1922 es va aprovar que tinguessin noms diferents, anomenant Indústria el tram de la Dreta de l'Eixample cap al nord-est i carrer de París el tram de l'Esquerra de l'Eixample cap al sud-oest, incloent l'actual avinguda de Madrid.
En acabar la Guerra Civil Espanyola, el nou ajuntament franquista va canviar la denominació de més de 150 carrers per tal de tenir un nomenclàtor més afí a la ideologia del règim. Un dels carrers afectats va ser el de París, que es va dividir en tres trams. El tram de l'Eixample va conservar el nom de la ciutat francesa. Fins a la plaça del Centre va rebre el nom de Berlín com homenatge a la capital del Tercer Reich. Finalment, el tram entre la plaça del Centre i el carrer de Sants va ser dedicat a Madrid. Juntament amb el canvi de nom de l'avinguda de Roma s'incorporaren al nomenclàtor les capitals dels principals estats feixistes del moment.

## Història
El ser traçat formava part del Pla Jaussely de 1907, com a perllongament del carrer de la Indústria, del Pla Cerdà, pràcticament fins a la riera Blanca, frontera natural amb l'Hospitalet de Llobregat. El traçat definitiu del perllongament es va establir al pla d'enllaços aprovat el 25 d'octubre de 1917.
L'any 1929, en motiu de l'Exposició Internacional de Barcelona, es va completar el perllongament del carrer, ara ja anomenat de París, fins a la plaça del Centre, formant el tram que actualment s'anomena carrer de Berlín. En canvi, el tram fins a la riera Blanca (és a dir, l'actual avinguda de Madrid) només tenia oberts dos petits trossos: 140 metres entre els carrers de Portbou i d'Arizala, i 100 metres entre els carrers de Juan de Sada i del Comandant Benítez. Després de la Guerra Civil Espanyola es va fer el canvi de nom i es va batejar amb el nom de Madrid el tram entre la plaça del Centre i el carrer de Sants.
L'obertura del carrer va ser força lenta per culpa de l'existència de diverses construccions enmig del traçat previst. Durant la dècada del 1960 l'ajuntament va impulsar la creació d'autopistes urbanes, cosa que va permetre completar la urbanització definitiva de l'avinguda. Es van expropiar diverses fàbriques: la indústria química Valle Hermanos, la de fertilitzant Alfredo Pardomo, la de sabons Luis Bonnefoy, la d'antisèptics Joan Regordosa i la de perfum Portabella i Germain. També es va enderrocar el camp de futbol del carrer de Galileu, seu històrica de la Unió Esportiva Sants. Molts dels terrenys expropiats pertanyien a importants propietaris com Baltasar de Bacardí, Santomà i Planas.
L'avinguda de Madrid va ser inaugurada oficialment el 12 de juny de 1966, en un acte presidit per Josep Maria de Porcioles i Carlos Arias Navarro, alcaldes de Barcelona i Madrid respectivament, amb la presència de regidors, guàrdies i macers de les dues ciutats. El rector de Santa Tecla va beneir la nova via.
Durant la reorganització administrativa de Barcelona de l'any 1984 es va establir que l'avinguda de Madrid formaria la frontera entre els districtes de Sants-Montjuïc i les Corts, en comptes de la Travessera de les Corts, que havia estat el límit (discutit des del consistori cortsenc) entre els antics municipis de Santa Maria de Sants i les Corts de Sarrià.